# Bandiera di Washington (distretto di Columbia)
La bandiera del Distretto di Columbia è composta da tre stelle a cinque punte rosse, sopra due bande orizzontali rosse, su sfondo bianco.
Il distretto di Columbia non ebbe una bandiera ufficiale fino al 1938, quando venne indetto un concorso pubblico vinto da Charles A.R. Dunn.
La bandiera è derivata dello stemma della famiglia di George Washington.

Stemma della famiglia di George Washington.